# 38-й егерский полк
38-й егерский полк

## Места дислокации
В 1820 году — с. Ананьево. Полк входил в состав 19-й пехотной дивизии. 

## Формирование полка
Сформирован 19 октября 1810 года из Галицкого мушкетёрского полка. По упразднении егерских полков 28 января 1833 года 1-й и 3-й батальоны были присоединены к Одесскому, а 2-й — к Украинскому пехотным полкам. Старшинство 38-го егерского полка сохранено не было.

## Кампании полка
Оба действующих батальона состояли в 9-й пехотной дивизии корпуса Маркова 3-й обсервационной армии, с началом Отечественной войны полк был назначен в 1-й корпус Дунайской армии, причём гренадерская рота 2-го батальона была откомандирована в сводно-гренадерскую бригаду корпуса Каменского. Полк принял участие в сражениях с французами на завершающем этапе кампании 1812 года.
Знаков отличия 38-й егерский полк не имел.

## Шефы полка
- 19.10.1810 — 01.09.1814 — полковник (с 28.02.1811 генерал-майор) Удом, Евстафий Евстафьевич

## Командиры полка
- 19.10.1810 — 20.08.1811 — подполковник Попов, Иван Иванович (1776)
- 01.06.1815 — 24.10.1818 — подполковник Тихоцкий, Алексей Михайлович 1-й
- 24.10.1818 — 19.02.1820 — полковник Фонвизин, Михаил Александрович 1-й
- 03.03.1820 — 06.12.1826 — полковник Гессе, Карл Фёдорович 2-й